# LINQ (紙牌遊戲)
LIQN是一種基於文字的紙牌遊戲，一種無休止的遊戲。2005年的美國國際玩具展覽會（International Toy Fair）曾介紹過這種遊戲。
遊戲至少需要4名球員，其中有兩人是處理卡（dealt card）與同一個單字，而其他人得到的空白（blank）。目的是為了獲取點正確命名球員與字卡（" linq "），同時防止其他人做相同的。球員輪流給一個字的線索，使獲取" linq "的一個機會，以確定彼此，而其餘的嘗試虛張聲勢，迷惑他們。

## 外部連結
- LINQ，official site.
- LINQ instructions in PDF format.